# کارپنترپلیس (کالیفرنیا)
کارپنترپلیس (به انگلیسی: Carpenter Place) یک منطقهٔ مسکونی در ایالات متحده آمریکا است که در شهرستان مندوسینو، کالیفرنیا واقع شده‌است. کارپنترپلیس ۱٬۰۴۲ متر بالاتر از سطح دریا واقع شده‌است.